# Петкер Борис Якович
Петкер Борис Якович (15 (28) жовтня 1902, Харків, Харківська губернія, Російська імперія — 31 січня 1983, Москва, РРФСР, СРСР) — радянський актор театру і кіно. Народний артист РРФСР (1948). Народний артист СРСР (1963).

## Життєпис
Народився у Харкові. У 1918— 19 рр. навчався у літературно-драматичній студії (Харків), Учень Тарханова М. М., акторську майстерність опановував у актора трупи Синельникова — Б. В. Путяти. Паралельно закінчував юридичний факультет Харківського інституту народної освіти.
Актор харківського театру Синельникова М. М. (1920— 22,1925— 26 рр.).
Актор театру Корша. Керівник Московського театру мініатюр (з 1939). До кінця життя працював у Московському художньому академічному театрі (МХАТ).
З 1919 року як кіноактор знявся у 18 фільмах. Автор автобіографічної монографії «Це мій світ» (1968), у якій з теплом згадує харківський період свого життя.

## Фільмографія
- «Бойова кінозбірка № 10» (1942, співавтор сценарію)

Акторські кінороботи:
- «Дівчина поспішає на побачення» (1936, професор Федоров)
- «Висока нагорода» (1939, дядько Вася, клоун і дресирувальник собак)
- «Помилка інженера Кочина» (1939, Абрам Самуїлович Гуревич, кравець)
- «Голос Тараса» (1940, короткометражний; Шевчук, директор гімназії)
- «Полонений з Дахау» (1942, короткометражний; німецький офіцер)
- «Весна» (1947, Акакій Абрамович, директор театру оперети)
- «Секретна місія» (1950, німецький промисловець)
- «Анна Кареніна» (1953, фільм-спектакль; адвокат)
- «Карнавальна ніч» (1956, клоун Топ (він же Сидоров)
- «Борець і клоун» (1957, Джузеппе Труцці)
- «Дівчина з гітарою» (1958, Старобарабанцев)
- «Я не могла сказати…» (1958, короткометражний; лікар у санаторії)
- «Твір мистецтва» (1959, адвокат Ухов)
- «Мертві душі» (1960, Плюшкін)
- «Кремлівські куранти» (1967, фільм-спектакль; годинникар)
- «Кремлівські куранти» (1970, годинникар)
- «Вороги» (1972, фільм-спектакль; Печенегов)
- «Мертві душі» (1979, фільм-спектакль; Плюшкін)
- «Чеховські сторінки» (1977, фільм-спектакль; Іван Абрамович Жмухін)
- «Альманах сатири і гумору» (1980, епізод («Дорогий собака»)

## Нагороди
- орден «Знак пошани» (1948)
- орден Трудового Червоного Прапору (1972)
- орден Дружби народів (1982)